# Polybotrya acrostichoides
Polybotrya acrostichoides là một loài dương xỉ trong họ Dryopteridaceae. Loài này được Kuhn mô tả khoa học đầu tiên năm 1868.
Danh pháp khoa học của loài này chưa được làm sáng tỏ. 